# Россошь (приток Эльбузда)
Ро́ссошь — река в Ростовской области и Краснодарском крае, правый и основной приток Эльбузда (бассейн Кагальника). Длина 41,6 км (68,9 км от истока Среднего Эльбузда). Протекает в основном по Краснодарскому краю близ границы с Ростовской областью, на территории Ростовской области расположено лишь два небольших пограничных участка общей длиной 4,7 км.
Речная система: Россошь → Эльбузд → Кагальник. Высота истока — 39 м над уровнем моря.

## Течение
Река образуется от слияния рек Средний и Малый Эльбузд, в 1,4 км к востоку от хутора Серебрянка. Течёт в основном на запад. Впадает в реку Эльбузд с правой стороны, в 27,2 км от её устья, в 4,4 км к северу от села Алексеевского.
Река протекает по территории Кагальницкого района Ростовской области, а также по территории Кущёвского района Краснодарского края.

## Бассейн
- Россошь
  - Малый Эльбузд — правая составляющая
  - Средний Эльбузд — левая (наибольшая) составляющая
  - б. Цун-Цун — (л)
  - б. Крутой Яр — (п)

## Населённые пункты
- х. Серебрянка
- пос. Чистый Ручей
- с. Полтавченское
- х. Красная Слободка
- х. Зелёная Роща

## Топографические карты
- Лист карты L-37-44 Самарское. Масштаб: 1 : 100 000. Состояние местности на 1982 год. Издание 1985 г.
- Лист карты L-37-45 Зерноград. Масштаб: 1 : 100 000. Состояние местности на 1992 год. Издание 1994 г.